# Aniello Scarpati
Aniello Scarpati (* 20. Februar  1938 in Sorrent; † 20. August 2020 in Wuppertal) war ein italienischer Gastronom.

## Leben

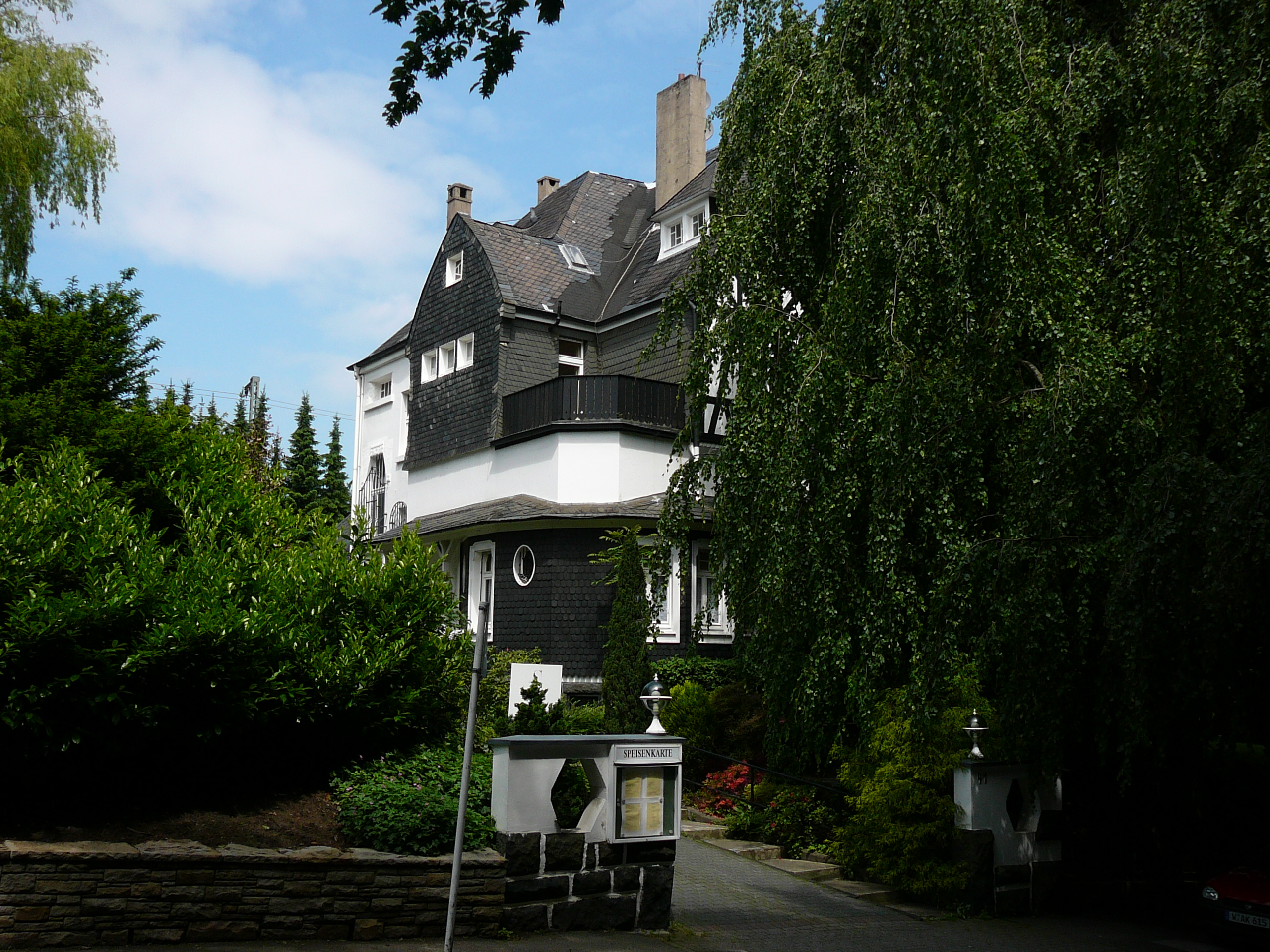
Einfahrt zum Restaurant Scarpati in Wuppertal-Vohwinkel

Aniello Scarpati besuchte erst eine Hotelfachschule und fuhr anschließend 10 Jahre lang auf Schiffen der inzwischen aufgelösten italienischen Reederei Italia Società di Navigazione zur See, darunter auf der mit einer 700 Mitglieder starken Crew ausgestatteten Leonardo da Vinci. Er war ebenso auf Passagierschiffen wie Italia, Cesare und Michelangelo tätig. Danach arbeitete er acht Jahre lang im Günnewig Hotel Restaurant.
1967 kam er nach Deutschland. Er war seiner ersten Frau Carla gefolgt, die nach Düsseldorf gegangen war, um dort zu arbeiten. Zunächst war er in den Savoyer Stuben als Oberkellner tätig, bis er 1974 sein eigenes Restaurant im Schloss Lüntenbeck in Wuppertal eröffnete. Im Juli 1982 zog er mit seiner zweiten Ehefrau Roswitha († 2016) in die nicht weit entfernte restaurierte Jugendstilvilla Haus Kathie und eröffnete dort einen Restaurantbetrieb mit gehobener italienischer Küche und einem kleinen Hotel.
Sein Haus trug 1981 im Guide Michelin drei Bestecke und von 2005 bis 2007 einen Michelin-Stern. Zudem erhielt die Küche Kochmützen im Varta-Führer und ist seit 2010 regelmäßig im Restaurantführer Gault-Millau vertreten, zuletzt mit zwei Kochmützen und 15 Punkten. Die Gourmetzeitschrift Der Feinschmecker kürte Scarpatis Restaurant 2013 zu einem der 50 besten Italiener Deutschlands, mit Rang 7 landete er sogar in den TOP-TEN. Diesen Platz verteidigte er, als in der Ausgabe 2/2016 die 20 besten Italiener in Deutschland präsentiert wurden.
Scarpati war seit 1986 Mitglied in der Gesellschaft Confrérie de la Chaîne des Rôtisseurs. Anlässlich der Verleihung des Michelin-Sterns 2005 wurde Scarpati vom seinerzeitigen Wuppertaler Oberbürgermeister Peter Jung für einen Eintrag in das Goldene Buch der Stadt empfangen.
Nach Aniello Scarpatis Tod 2020 führt Anke Scarpati das Unternehmen weiter.